# Književnost u 1938.
◄◄ | ◄ | 1935. | 1936. | 1937. | 1938.  | 1939. | 1940. | 1941. | ► | ►►
Arhitektura • Astronomija • Biologija • Film • Fotografija • Glazba • Kazalište • Kemija • Kiparstvo • Knjige • Književnost • Kršćanstvo • Meteorologija • Medicina • Planinarstvo • Politika • Pravo • Promet • Slikarstvo • Strip • Šport • Televizija • Znanost • Zrakoplovstvo • Željeznički promet
Književnost u 1938.

## Svijet

### Književna djela
- Pirovanje Alberta Camusja
- Mučnina Jean-Paula Sartrea

### Nagrade i priznanja
- Nobelova nagrada za književnost:

### Smrti
- 19. siječnja – Branislav Nušić, srpski književnik (* 1864.)

## Hrvatska i u Hrvata

### Književna djela
- Banket u Blitvi (I. dio) Miroslava Krleže
- Na rubu pameti Miroslava Krleže

### Rođenja
- 21. svibnja – Anto Gardaš, hrvatski književnik († 2004.)

### Smrti
- 21. rujna – Ivana Brlić-Mažuranić, hrvatska književnica (* 1874.)

## Vanjske poveznice
|  | Zajednički poslužitelj ima još gradiva o temi Književnost u 1938. |